# Clara Brugada
Clara Marina Brugada Molina (Ciudad de México, 12 de agosto de 1963) es una economista y política mexicana, miembro del partido Morena. Desde el 5 de octubre de 2024 se desempeña como jefa de Gobierno de Ciudad de México. 
Ha gobernado Iztapalapa en tres periodos distintos. En su primer mandato de 2009 a 2012, desempeñó el cargo de jefa delegacional; luego, de 2018 a 2021 como alcaldesa y nuevamente de 2021 a 2023 tras su reelección.Como legisladora, fue diputada federal por el distrito 22 del Distrito Federal de 1997-2000, por el distrito 25 de 2003-2006 y además diputada constituyente de la Ciudad de México entre 2016 y 2017.

## Biografía
Nació el 12 de agosto de 1963 en la Ciudad de México. Es licenciada en economía por la Universidad Autónoma Metropolitana (UAM). En esta etapa, Clara Brugada inició su trabajo en organizaciones sociales; fue maestra de secundaria en una escuela comunitaria de Iztapalapa por invitación de colonos que visitaron su salón.

## Trayectoria política
En la década de 1980 comenzaría su militancia política al unirse a la Unión de Colonos de San Miguel Teotongo, un movimiento social urbano que reivindicaba el derecho a la vivienda de los pobladores del oriente del entonces llamado Distrito Federal. Durante estos años también participó en la creación de varias organizaciones barriales, como el Movimiento Urbano Popular y la Unión Popular Revolucionaria Emiliano Zapata.
En 1995 se integró al Partido de la Revolución Democrática (PRD), mismo año en el que fue elegida integrante del primer Consejo Ciudadano de Iztapalapa. En ese Consejo fue presidenta de la Comisión de Usos de Suelo.
En 1997 fue electa diputada federal por el distrito 22 a la LIX Legislatura correspondiente a la Sierra de Santa Catarina. En esa legislatura fue nombrada presidenta de la Comisión de Desarrollo Social de la Cámara de Diputados. A finales de esa legislatura, presentó la primera iniciativa de Ley General de Desarrollo Social, que posteriormente sería aprobada por unanimidad. En esta ley se establecieron sistemas de coordinación y articulación interinstitucional e intergubernamental para mejorar la efectividad de las políticas públicas y se creó un órgano técnico responsable de evaluar y medir el impacto de los programas sociales.
En las elecciones locales de 2000 fue electa diputada local en la Asamblea Legislativa del Distrito Federal, cargo que desempeñó del 15 de septiembre de 2000 al 14 de septiembre de 2003.
En 2003, fue nuevamente electa diputada federal al Congreso de la Unión por el PRD, esta vez por el distrito 25 del Distrito Federal, cargo que desempeñó hasta el 2006.
Fue senadora suplente de la primera fórmula de Pablo Gómez para el período 2006-2012. Participó activamente en el movimiento de resistencia de Andrés Manuel López Obrador durante el período poselectoral de 2006. Fue golpeada por elementos del Estado Mayor Presidencial y de la Policía Federal que desalojaron violentamente a manifestantes pacíficos en los alrededores del Palacio Legislativo de San Lázaro. Fue Procuradora Social del Distrito Federal y renunció a ese cargo para contender como precandidata para jefa delegacional de Iztapalapa.
En las elecciones internas del PRD en 2009, fue declarada ganadora al superar por más de 5000 votos a su contendiente Silvia Oliva Fragoso. Sin embargo, el 12 de junio de 2009, a tan solo 23 días de las elecciones y en medio de grandes controversias, el Tribunal Electoral del Poder Judicial de la Federación (TEPJF) votó por anular la candidatura de Brugada y se la otorgó a Silvia Oliva en un momento en que las boletas electorales que se usarían en las elecciones locales del Distrito Federal ya habían sido impresas, no podrían reimprimirse y mostraban el nombre «Clara Brugada» como candidata del PRD a la jefatura delegacional de Iztapalapa.
Como respuesta a esta acción, el entonces excandidato a la presidencia de la República en las elecciones de 2006, Andrés Manuel López Obrador, impulsó como candidato del Partido del Trabajo a Rafael Acosta Ángeles «Juanito», a quien acompañó públicamente a prometer que «renunciaría a su cargo una vez terminada la elección» para que así la Asamblea Legislativa del Distrito Federal nombrara a Clara Brugada como jefa delegacional, como finalmente sucedió. «Juanito» fue declarado ganador y, después de tomar protesta, la nombró directora jurídica y de gobierno de la delegación para inmediatamente solicitar licencia y dejar así a Brugada como encargada de despacho de la jefatura delegacional.
El 11 de diciembre de 2009 fue designada jefa delegacional de Iztapalapa al ser aprobada la propuesta del jefe de Gobierno, Marcelo Ebrard, por mayoría de votos de la Asamblea Legislativa para que fuese nombrada sustituta de Rafael Acosta Ángeles, quien el día anterior se separó definitivamente de su cargo en medio del escándalo resultado de su presunta responsabilidad por la falsificación del acta de nacimiento que él había utilizado al registrar su candidatura.
Posteriormente, Brugada siguió a López Obrador en la creación del Morena, partido del que fue elegida como secretaria de Bienestar del Comité Ejecutivo Nacional para el periodo 2012-2015.
En 2016, fue electa diputada a la Asamblea Constituyente de la Ciudad de México por la vía de representación proporcional. Durante su periodo en el Congreso local, impulsó una amplia agenda de derechos sociales, así como para el fortalecimiento de las alcaldías y el derecho al agua.  
Fue diputada y vicepresidenta de la Asamblea Constituyente de la Ciudad de México de 2017-2018.

### Alcaldesa de Iztapalapa

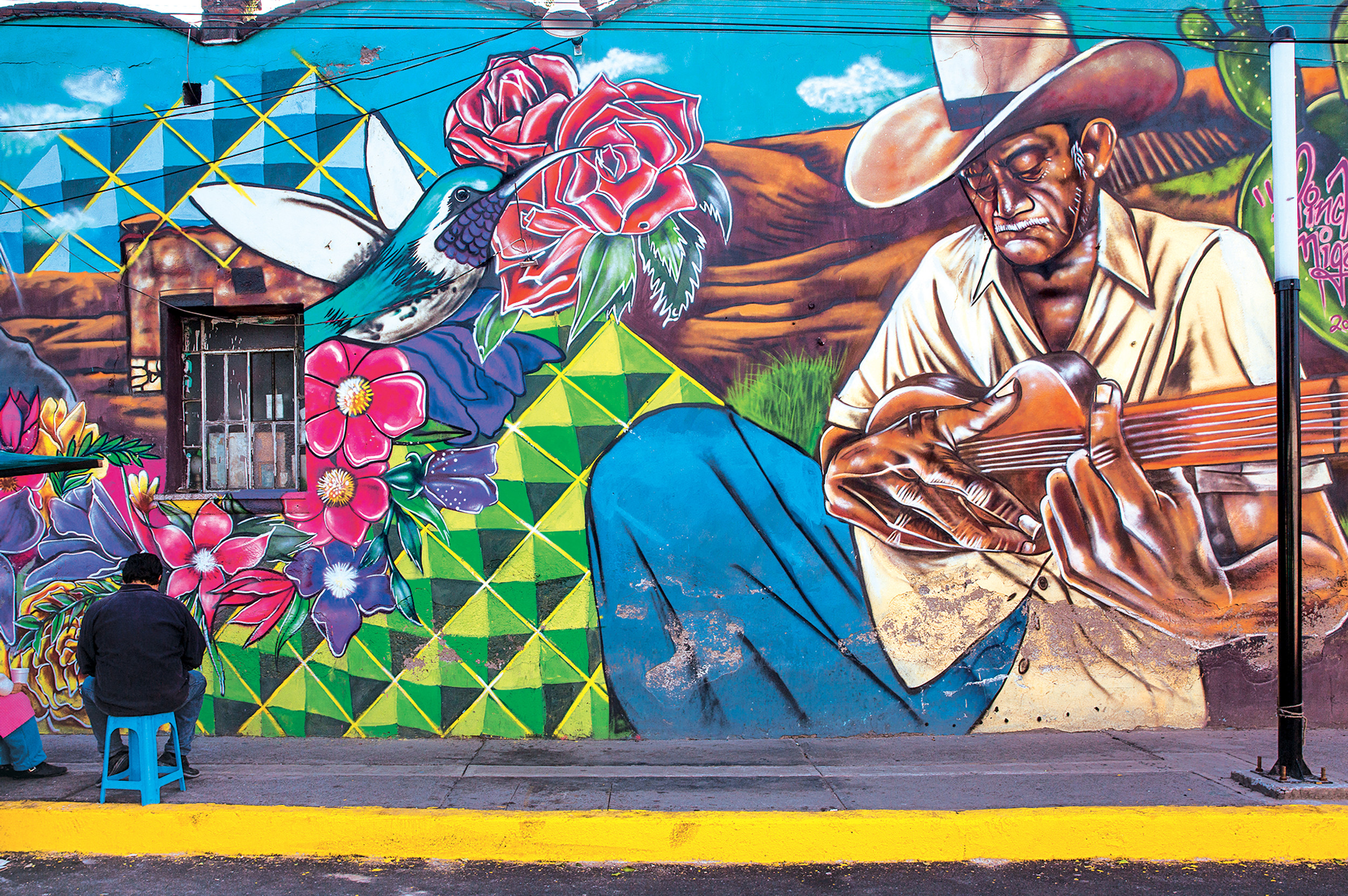
Uno de los más de 6000 murales realizados en Iztapalapa durante el gobierno de Brugada.

El 1 de octubre de 2018, tomó protesta como alcaldesa de Iztapalapa para el periodo 2018-2021. En 2021 Brugada anunció su candidatura para la reelección por Morena, solicitando la licencia indefinida en abril de ese año. Brugada fue reelecta como alcaldesa al recibir el 57.8 % de los votos de acuerdo con el Instituto Electoral de la Ciudad de México (IECM).
Durante su administración se realizó la construcción de la línea 2 del Cablebús, la del trolebús elevado, los proyectos de muralismo comunitario, la apertura de 12 centros culturales nuevos llamados «utopías», la instalación de nuevo alumbrado público y la disminución de delitos en la demarcación. Por otra parte, la alcaldía se ha enfrentado a la constante crisis de distribución de agua y la pérdida temporal del servicio del tramo elevado de la línea 12 del metro al derrumbarse un convoy con pasajeros en la alcaldía Tláhuac, muy cerca del límite con Iztapalapa, dejando a cientos de miles de habitantes de ambas alcaldías sin acceso a esa línea del Sistema de Transporte Colectivo Metro. Brugada ha contado con una aprobación relativamente alta a lo largo de su gobierno, posicionándose incluso en los primeros lugares en la clasificación de alcaldes de la Ciudad de México. Esto último condujo a que en mayo de 2023 hiciera público su interés de contender por la jefatura de Gobierno de la Ciudad de México en las elecciones de 2024.
El 7 de septiembre de 2023 anunció públicamente que solicitaría licencia al Congreso de la Ciudad de México para separarse de su cargo y contender por la jefatura de Gobierno. El 25 de septiembre se registró formalmente para competir por la candidatura de Morena.

### Candidatura a jefatura de Gobierno
El 11 de noviembre de 2023 fue nombrada coordinadora de la defensa de la transformación de la Ciudad de México en el proceso interno del partido Morena y el 15 de febrero de 2024 se registró oficialmente como candidata a la jefatura de Gobierno por el partido Morena y la coalición Sigamos Haciendo Historia.
El 3 de junio de 2024, el Instituto Electoral de la Ciudad de México dio a conocer el resultado del conteo rápido, dándole a Clara Brugada entre el 49 y el 52.8 % de los sufragios, convirtiéndola así en la virtual jefa de Gobierno electa de la Ciudad de México.Al cierre de los cómputos distritales, Brugada obtendría la victoria con el 51.9 % de los votos. El sábado 8 de junio, Brugada recibió la constancia de mayoría de votos como jefa de Gobierno, formalizando legalmente su triunfo electoral.